# الجزر المباركة
الجزر المباركة هي رواية خيالية للأطفال من تأليف نانسي فارمر ونشرتها دار أثينيوم في عام 2009. هي الرواية الثالثة والأخير حتى الآن في سلسلة بحر المتصيدون والتي سُميت بهذا الاسم نسبةً إلى الجزء الأول من السلسلة (2004).

## القصة
يتعامل جاك الشاعر الساكسوني الشاب وثورجيل درع الفايكنغ مع دراغر، وهو مخلوق بحري لا يموت، يترك طريقًا من الدمار حوله في سعيه للانتقام من الأب سيفيروس. تأخذهم رحلتهم إلى عالم نوتلاند الغامض وفي النهاية إلى جزر المباركين.

## أجزاء أخرى
تذكر نانسي فارمر في مدونتها أنه من المحتمل أن يكون هناك جزء آخر لكنها تقول إنها تكتب تكملة لرواية بيت العقرب أولاً.[بحاجة لمصدر]
اعتبارًا من مايو 2015، لم تظهر أي معلومات أخرى.

## الشخصيات
جاك - العمر ثلاثة عشر؛ شاعر متدرب.
عسلي - أخت جاك. في سن الثامنة؛ قام هوبغوبلين بسرقتها وتربيتها.
ثورجيل سيلفرهاند - صديق جاك أصيب بالشلل بعد مواجهة مع شيطان، وهو يعيش الآن مع عائلته.
لوسي - أخت جاك بالتبني؛ خسرت أمام إلفلاند.
الدلثا - والدة جاك؛ امرأة حكيمة.
جايلز كروكليج - والد جاك.
الشاعر - كاهن من أيرلندا؛ يُعرف أيضًا باسم لسان التنين، الذي يمتلك حكمة عظيمة، ويعمل كمدرس لجاك
إيثن - ابنة ملكة القزم وبارد.
بيجا - فتاة من العبيد السابقين؛ في سن الخامسة عشرة.
الأب سيفيروس - راهب متجهم تم إنقاذه من أرض القزم.
الأخ إيدن - أحد الرهبان القلائل الباقين على قيد الحياة من ليندسفارن، الجزيرة المقدسة.
دراغر - الروح الخبيثة لحورية البحر التي تحمل ضغينة ضد الأب سيفيروس.

## الروابط الخارجية
- خلفية واستعراضات جزر المباركة
- [http://www.isfdb.org/cgi-bin/ea.cgi?2951 Nancy Farmer

```
] على 
قاعدة بيانات الخيال التأملي على الإنترنت
```